# Karel Kmetko
Karel Kmetko (Dolné Držkovce, 12 dicembre 1875 – Nitra, 22 dicembre 1948) è stato un arcivescovo cattolico slovacco.

## Biografia
Fu ordinato prete nel 1899 e nel 1906 ottenne il dottore in teologia. Fu parroco di Tepličk.
Fu membro all'Assemblea nazionale cecoslovacca dal 1920.
Nel 1920 fu eletto vescovo di Nitra e nel 1944 ottenne il titolo personale di arcivescovo.
Promosse e propagò l'opera delle missioni estere e fu autore di uno studio di missionologia scientifica: Svetové misie, pubblicati in due volumi a Nitra nel 1942.

## Genealogia episcopale e successione apostolica
La genealogia episcopale è:
- Cardinale Scipione Rebiba
- Cardinale Giulio Antonio Santori
- Cardinale Girolamo Bernerio, O.P.
- Arcivescovo Galeazzo Sanvitale
- Cardinale Ludovico Ludovisi
- Cardinale Luigi Caetani
- Cardinale Ulderico Carpegna
- Cardinale Paluzzo Paluzzi Altieri degli Albertoni
- Papa Benedetto XIII
- Papa Benedetto XIV
- Papa Clemente XIII
- Cardinale Marcantonio Colonna
- Cardinale Giacinto Sigismondo Gerdil, B.
- Cardinale Giulio Maria della Somaglia
- Cardinale Carlo Odescalchi, S.I.
- Vescovo Eugène de Mazenod, O.M.I.
- Cardinale Joseph Hippolyte Guibert, O.M.I.
- Cardinale François-Marie-Benjamin Richard de la Vergne
- Cardinale Pietro Gasparri
- Cardinale Clemente Micara
- Arcivescovo Karel Kmetko

La successione apostolica è:
- Vescovo Pavol Jantausch (1925)
- Vescovo Jozef Čársky (1925)
- Vescovo Andrej Skrábik (1939)
- Arcivescovo Eduard Nécsey (1943)